# Folke Ewald
Folke Sigfrid Ewald, född 9 december 1907 i Helsingborg, död 18 december 1980, var en svensk väg- och vattenbyggnadsingenjör.
Ewald, som var son till förste stadsingenjör Sigfrid Ewald och Karin Hasselgren, avlade studentexamen i Helsingborg 1926 och utexaminerades från Kungliga Tekniska högskolan 1931. Han företog resor till kontinenten för studier av gatutrafik och fotogrammetri i samband med stadsplanering 1933, 1937 och 1938. Han var förste assistent i geodesi vid Kungliga Tekniska högskolan 1931–1934, dito i vägbyggnad och kommunikationsteknik där 1934–1941, biträdde vid stads- och generalplanearbeten inom Norrköpings stadsingenjörskontor under skilda perioder 1935–1942 samt blev byråingenjör där 1942 och mätningsingenjör 1945. 
Ewald deltog i stadsplanetävling beträffande centrala Stockholm 1930 och 1933. Han biträdde hos sakkunniga angående stadsplaneundervisning 1932–1933, deltog i utredning angående artilleriets fältmättjänst bland annat 1934–1935, var sekreterare i Stockholms trafikklubb 1935 och senare suppleant i styrelsen. Han biträdde professor Nils Pallin vid utarbetande av boken Trafikteknik (1936) och stadsingenjör John E. Petterson vid utarbetande för Svenska kommunaltekniska föreningen av Råd och anvisningar angående stadskartor (1939) samt skrev trafik- och stadsplaneartiklar bland annat i tidskriften Vägen 1941–1942. Folke Ewald är begravd på Pålsjö kyrkogård.